# Давньоуйгурська мова
Давньоуйгурська мова (спрощ.: 回鹘语; кит. трад.: 回鶻語; піньїнь: Huíhú yǔ) — тюркська мова, якою розмовляли у Кучі у IX—XIV сторіччях, а також у Ганьсу.